# Demonax bimaculicollis
Demonax bimaculicollis är en skalbaggsart som först beskrevs av Schwarzer 1925.  Demonax bimaculicollis ingår i släktet Demonax och familjen långhorningar.
Artens utbredningsområde är Taiwan. Inga underarter finns listade i Catalogue of Life.